# Stu Jackson
Stuart Wayne Jackson, más conocido como Stu Jackson (nacido el 11 de diciembre de 1955 en Reading, Pensilvania) es un exentrenador y ejecutivo de baloncesto estadounidense.

## Trayectoria
- Universidad de Oregón, ayudante (1981-1983)
- Universidad de Washington State, ayudante (1983-1985)
- New York Knicks, ayudante (1987-1989)
- New York Knicks (1989-1990)
- Universidad de Wisconsin (1992-1994)
- Vancouver Grizzlies (1997)